# What Lovers Do
Singles de Maroon 5
Cold
(2017)
Singles par Sza
Love Galore
(2017) Homemade Dynamite
(2017)
Pistes de Red Pill Blues
Best 4 U
(1) Wait
(3)
What Lovers Do est une chanson enregistrée et interprétée par le groupe américain Maroon 5, avec la participation de la chanteuse américaine Sza. Elle sort le 30 août 2017 sur toutes les plateformes de téléchargement légal, en tant que troisième single issu du sixième album studio du groupe. L’instrumentation du titre est basée sur une interpolation de la chanson Sexual de l’artiste suédois Neiked, ceci expliquant pourquoi Victor Rådström, Oladayo Olatunji et Elina Stridh sont également crédités en tant qu’auteurs-compositeurs. Le groupe offre à la chanson sa toute première représentation scénique dans le cadre du festival Rock in Rio au Brésil le 16 septembre 2017.

## Développement
Après une longue tournée promotionnelle en faveur de leur cinquième album studio, V (2014), Maroon 5 débute instantanément la composition de morceaux et les sessions d'enregistrement pour leur futur projet. Le 11 octobre 2016, le groupe dévoile le premier single, Don't Wanna Know, en collaboration avec le rappeur américain Kendrick Lamar. Un second titre, intitulé Cold, avec la participation du rappeur américain Future, sort le 14 février 2017. Au cours du mois d'août de la même année, Adam Levine révèle par le biais de vidéos postées sur le réseau social Snapchat que son groupe se trouvait sur le plateau de tournage d’un nouveau clip vidéo pour une chanson encore inédite.
Le 26 août 2017, le titre What Lovers Do et son illustration sont présentés via la plateforme en ligne Genius. La date de sortie du single est confirmée trois jours auparavant. Le lendemain, un extrait de seize secondes est mis en avant sur le site Internet du groupe.

## Écriture et composition
What Lovers Do dure à peu près trois minutes et vingt secondes. La tonalité de cette chanson est si majeur, avec une progression d'accords E♭5–Gm–F–B♭–E♭. Son tempo est de 110 pulsations par minute. Sa mesure est 4/4. Son registre vocal s'étend de F3 à D5. Elle est écrite par Adam Levine, Brittany Talia Hazzard, Jason Evigan, ainsi que par Solána Imani Rowe, la chanson est produite par Evigan, Ben Billions, Sam Farrar et Noah Passovoy. Victor Rådström, Oladayo Olatunji et Elina Stridh sont également crédités en tant qu’auteurs-compositeurs sur cette piste, étant donné que son instrumentation est fondée sur un extrait du morceau Sexual de NEIKED.

## Formats et éditions
| - Téléchargement mondial numérique 1. What Lovers Do (feat. SZA) – 3:19 | - Maxi mondial de remixes 1. What Lovers Do (feat. SZA) [Slushii Remix] – 4:15 |

## Classement hebdomadaire
| Classement (2017)                       | Meilleure position |
| --------------------------------------- | ------------------ |
| Allemagne (GfK Entertainment)           | 32                 |
| Argentine (Monitor Anglo)               | 8                  |
| Australie (ARIA)                        | 27                 |
| Autriche (Ö3 Austria Top 40)            | 37                 |
| Belgique (Flandre Ultratop 50 Singles)  | 39                 |
| Belgique (Wallonie Ultratop 50 Singles) | 26                 |
| Canada (Hot 100)                        | 14                 |
| Corée du Sud (Gaon International)       | 2                  |
| Danemark (Tracklisten)                  | 29                 |
| Écosse (OCC)                            | 15                 |
| Espagne (PROMUSICAE)                    | 20                 |
| États-Unis (Hot 100)                    | 23                 |
| France (SNEP)                           | 24                 |
| France (SNEP Ventes)                    | 17                 |
| Hongrie (Stream Top 40)                 | 18                 |
| Irlande (IRMA)                          | 19                 |
| Italie (FIMI)                           | 49                 |
| Japon (Hot 100)                         | 28                 |
| Lettonie (Latvijas Top 40)              | 35                 |
| Liban (Lebanese Top 20)                 | 17                 |
| Lituanie (M-1 Top 40)                   | 7                  |
| Norvège (VG-lista)                      | 20                 |
| Nouvelle-Zélande (RMNZ)                 | 9                  |
| Pays-Bas (Nederlandse Top 40)           | 22                 |
| Pays-Bas (Single Top 100)               | 22                 |
| Philippines (Hot 100)                   | 26                 |
| Pologne (ZPAV)                          | 42                 |
| Portugal (AFP)                          | 36                 |
| Tchéquie (IFPI Rádio)                   | 16                 |
| Royaume-Uni (UK Singles Chart)          | 23                 |
| Slovaquie (Singles Digitál Top 100)     | 16                 |
| Suède (Sverigetopplistan)               | 17                 |
| Suisse (Schweizer Hitparade)            | 35                 |